# دييغو يليسي
دييغو يليسي (بالإيطالية: Diego Ulissi)‏ مواليد 15 يوليو 1989 في توسكانا، إيطاليا، هو دراج إيطالي في صنف سباق الدراجات على الطريق.

## سباقات أو مراحل فاز بها
| التاريخ        | السباق                                                     | المركز                                           |
| -------------- | ---------------------------------------------------------- | ------------------------------------------------ |
| 01 يناير 2006  | 2006 UCI Road World Championships – Junior men's road race | الفائز في التصنيف العام                          |
| 01 يناير 2007  | 2007 UCI Road World Championships – Junior men's road race | الفائز في التصنيف العام                          |
| 07 أغسطس 2010  | طواف بولندا 2010                                           | الثامن في التصنيف العام                          |
| 01 يناير 2011  | كوبي وبارتالي 2011                                         |                                                  |
| 13 مارس 2011   | باريس-نيس 2011                                             | الخامس في تصنيف الجبال، السادس في تصنيف أفضل شاب |
| 29 مايو 2011   | طواف إيطاليا 2011                                          | الثامن في تصنيف أفضل شاب                         |
| 19 يونيو 2011  | 2011 طواف سلوفينيا                                         | الفائز في التصنيف العام                          |
| 01 يناير 2012  | كوبي وبارتالي 2012                                         |                                                  |
| 11 مارس 2012   | باريس-نيس 2012                                             | السادس في تصنيف أفضل شاب                         |
| 07 أبريل 2012  | طواف إقليم الباسك 2012                                     | الخامس في تصنيف الجبال                           |
| 18 أبريل 2012  | فليش والون 2012                                            | التاسع في التصنيف العام                          |
| 26 سبتمبر 2012 | ميلانو-تورينو 2012                                         |                                                  |
| 01 يناير 2013  | كوبي وبارتالي 2013                                         | الفائز في التصنيف العام                          |
| 28 فبراير 2013 | 2013 Gran Premio Città di Camaiore                         |                                                  |
| 02 أكتوبر 2013 | ميلانو-تورينو 2013                                         | الفائز في التصنيف العام                          |
| 10 أكتوبر 2013 | كوبا ساباتيني 2013                                         | الفائز في التصنيف العام                          |
| 12 أكتوبر 2013 | طواف إيميليا 2013                                          | الفائز في التصنيف العام                          |
| 02 مارس 2014   | غران بريمو دي لوغانو 2014                                  |                                                  |
| 06 مارس 2014   | 2014 Gran Premio Città di Camaiore                         | الفائز في التصنيف العام                          |
| 19 سبتمبر 2015 | ميموريال ماركو بانتاني 2015                                | الفائز في التصنيف العام                          |
| 18 أكتوبر 2015 | كأس اليابان للدراجات 2015                                  |                                                  |
| 31 يوليو 2016  | سيركويتو دي جيتكسو 2016                                    | الفائز في التصنيف العام                          |
| 14 أغسطس 2016  | جولة ركوب الدراجات التشيكية 2016                           | الفائز في التصنيف العام                          |
| 05 فبراير 2017 | غران بريميو ديلا كوستا إتروششي 2017                        | الفائز في التصنيف العام                          |
| 10 سبتمبر 2017 | جائزة مونتريال الكبرى للدراجات 2017                        | الفائز في التصنيف العام                          |
| 16 سبتمبر 2017 | ميموريال ماركو بانتاني 2017                                |                                                  |
| 05 أكتوبر 2017 | غران بيمونتي 2017                                          |                                                  |
| 15 أكتوبر 2017 | طواف تركيا الرئاسي 2017                                    | الفائز في التصنيف العام                          |
| 09 يونيو 2019  | غران بريمو دي لوغانو 2019                                  | الفائز في التصنيف العام                          |
| 23 يونيو 2019  | طواف سلوفينيا 2019                                         | الفائز في التصنيف العام                          |
| 21 يوليو 2019  | Tokyo 2020 Test Event Cycling Road                         | الفائز في التصنيف العام                          |
| 19 سبتمبر 2020 | طواف لوكسمبورغ 2020                                        | الفائز في التصنيف العام                          |
| 08 أكتوبر 2020 | كأس إيطاليا لركوب الدراجات على الطريق 2020                 | الفائز في التصنيف العام                          |
| 18 يوليو 2021  | سيتيمانا سيسليستا إيتاليانا 2021                           | الفائز في التصنيف العام                          |
| 27 مارس 2022   | جي بي إندوستريا وأرتيجياناتو2022                           | الفائز في التصنيف العام                          |
| 07 يوليو 2024  | 2024 Tour of Austria                                       | الفائز في التصنيف العام                          |
| 14 يوليو 2024  | جيرو أبنينس 2024                                           |                                                  |
| 28 يوليو 2024  | جولة ركوب الدراجات التشيكية 2024                           |                                                  |
| 18 أغسطس 2024  | طواف بولندا 2024                                           | الأول في تصنيف النقاط، الثاني في التصنيف العام   |

## روابط خارجية
- دييغو يليسي على موقع الاتحاد الدولي للدراجات (الإنجليزية)
- دييغو يليسي على موقع أرشيف الدراجات (الإنجليزية)
- دييغو يليسي على موقع إحصائيات الدراجات الإحترافية (الإنجليزية)
- دييغو يليسي على موقع نسبة الدراجات (الإنجليزية)
- دييغو يليسي على موقع CycleBase (الإنجليزية)